# 阿塞拜疆—亚美尼亚战争
阿塞拜疆-亚美尼亚战争在1917年俄国革命后开始，是1918年，1920至1922年的一系列惨烈、难以归类的战斗的总称。多数战役都没有固定的模式，没有标准的军队结构。奥斯曼帝国和大英帝国也以不同立场卷入：奥斯曼人在穆德洛斯停战协定后离开了该地区，但英国人一直保持影响直到1920年代邓斯特部队被迫撤离。不同的势力在哈萨克、赞格祖尔、纳希切万以及卡拉巴赫这些争议地区发生冲突。由于游击队和准游击队的使用，造成大量平民伤亡，这些伤亡在建立新国家的过程中发生。直到现在，冲突的原因仍有争议。
此战争的过程有不同的表述，亚美尼亚历史学家称亚美尼亚民主共和国希望纳希切万和占贾东南部都纳入埃里温省。